# Миргалеев, Ильнур Мидхатович
Ильнур Мидхатович Миргалеев (тат. Илнур Мидхәт улы Миргалиев; род. 25 октября 1976, Якупово, Башкирская АССР) — российский татарстанский историк, кандидат исторических наук, старший научный сотрудник и руководитель Центра исследований Золотой Орды и татарских ханств Института истории имени Шигабутдина Марджани АН РТ, лауреат Государственной премии Республики Татарстан в области науки и техники (2016), специалист по истории Золотой Орды.

## Биография
Родился 25 октября 1976 года в деревне Якупово Кушнаренковского района Башкортостана.
В 1993—1998 годах обучался на историческом факультете Башкирского государственного педагогического института. В 1998—2001 годах проходил аспирантуру в Институт истории АН РТ под руководством Р. Г. Фахрутдинова. В 2002 году в Казанском государственном университете защитил диссертацию «Политическая история Золотой Орды периода Токтамыша» и получил учёную степень кандидата исторических наук.
Является старшим научным сотрудником отдела средневековой истории Института истории АН РТ. В 2003 году при создании Центра исследований золотоордынской цивилизации (с 2015 года — Центр исследований Золотой Орды и татарских ханств имени М. А. Усманова) стал его руководителем.
Владеет татарским, русским и турецким языками.

## Научная и общественная деятельность
Область научных интересов — политическая история и источниковедение Золотой Орды и татарских ханств, средневековые тюркские и османские исторические сочинения.
Автор более 170 научных статей, из них 126 — в РИНЦ (индекс Хирша по РИНЦ — 14). Научный редактор четвёртого тома «Истории татар с древнейших времен», посвящённого татарским государствам XV—XVIII веков. Коодинатор монографии «Золотая Орда в мировой истории» и первого тома трехтомника «История татар западного Приуралья».
Главный редактор журнала «Золотоордынское обозрение» и сборника «Золотоордынское наследие». Являлся главным редактором ежегодников «Золотоордынская цивилизация» и «Нумизматика Золотой Орды». Член редколлегий журналов «Крымское историческое обозрение», «Археология Евразийских степей» и «Тюркологические исследования» (Россия), «Studia et Documenta Turcologica» (Румыния) и «Marmara Turkiyat arastirmalari dergisi» (Турция).
Научный руководитель 7 аспирантов.
Участник разработки контрольно-измерительных материалов (КИМ) для Единого государственного экзамена (ЕГЭ) по истории и обществоведению. Cоавтор 8 учебно-методических пособий по ЕГЭ. Соавтор мультимедийного интерактивного учебника по истории татарского народа и Татарстана.

## Награды
- Государственная премия Республики Татарстан в области науки и техники (2016) за участие в создании семитомника «История татар с древнейших времен»[9].